# Moçambique nos Jogos Olímpicos de Verão de 2008
Moçambique participou dos Jogos Olímpicos de Verão de 2008, em Pequim, na China. O país estreou nos Jogos em 1980 e esta foi sua oitava participação.

## Desempenho

### Atletismo
Feminino
| Atleta                 | Prova | Elim.   | Elim. | 1/4 de final | 1/4 de final | Semifinal | Semifinal | Final   | Final |
| Atleta                 | Prova | Res.    | Pos.  | Res.         | Pos.         | Res.      | Pos.      | Res.    | Pos.  |
| ---------------------- | ----- | ------- | ----- | ------------ | ------------ | --------- | --------- | ------- | ----- |
| Maria de Lurdes Mutola | 800 m | 1m58s91 | 1º    |              |              | 1m58s61   | 9º        | 1m57s68 | 5º    |

### Judô
Masculino
| Atleta        | Categoria | Preliminar                | 1/16 de final          | 1/8 de final           | 1/4 de final           | Semifinais             | Final                  |
| Atleta        | Categoria | Adversário e resultado    | Adversário e resultado | Adversário e resultado | Adversário e resultado | Adversário e resultado | Adversário e resultado |
| ------------- | --------- | ------------------------- | ---------------------- | ---------------------- | ---------------------- | ---------------------- | ---------------------- |
| Edson Madeira | −66 kg    | NED D. Elmont D 1000-0000 | Não avançou            | Não avançou            | Não avançou            | Não avançou            | Não avançou            |

### Natação
| Atleta       | Prova                | Elim. | Elim. | Semifinal   | Semifinal   | Final       | Final       |
| Atleta       | Prova                | Tempo | Pos.  | Tempo       | Pos.        | Tempo       | Pos.        |
| ------------ | -------------------- | ----- | ----- | ----------- | ----------- | ----------- | ----------- |
| Chakyl Camal | 50 m livre masculino | 24s93 | 65º   | Não avançou | Não avançou | Não avançou | Não avançou |
| Ximene Gomes | 50 m livre feminino  | 28s15 | 58º   | Não avançou | Não avançou | Não avançou | Não avançou |